# 長野県伊那合同庁舎
長野県伊那合同庁舎（ながのけんいなごうどうちょうしゃ）は、長野県の上伊那地域の県現地機関事務所が入っている建物である。所在地は伊那市荒井3497番地。
1階は伊那保健所、2階～3階は上伊那地域振興局（長野県の支庁）、4階は伊那建設事務所、5階は伊那教育事務所などが入っている。地階には生協売店・食堂が設置されており、来庁者の利用も可能。エレベータは2機設置されている。

## 交通アクセス
- JR東海飯田線 伊那市駅から西へ徒歩3分